# كلو ايسبوسيتو
كلو ايسبوسيتو (بالإنجليزية: Chloe Esposito)‏ هي منافسة ألعاب القوى أسترالية، ولدت في 19 سبتمبر 1991 في Camden, New South Wales ‏ في أستراليا.

## وصلات خارجية
- كلو ايسبوسيتو على موقع الاتحاد الدولي للمبارزة (الإنجليزية)
- كلو ايسبوسيتو على موقع الاتحاد الدولي للخماسي الحديث (الإنجليزية)
- كلو ايسبوسيتو على موقع أوليمبيديا (الإنجليزية)
- كلو ايسبوسيتو على موقع اللجنة الأولمبية الأسترالية (الإنجليزية)